# Нидерланды на зимних Олимпийских играх 1984
Нидерланды принимали участие в Зимних Олимпийских играх 1984 года в Сараево (Югославия) в двенадцатый раз за свою историю, но не завоевали ни одной медали.

## Состав сборной
13 спортсменов: 9 мужчин и 4 женщины — соревновались в бобслее и конькобежном спорте. Самой младшей участницей сборной была 19-летняя Ивонн ван Геннип, самым старшим — 29-летний Йоб ван Острум.
Знаменосцем на церемонии открытия был конькобежец Хилберт Ван дер Дёйм.

## Результаты
Лучшим результатом нидерландской сборной стало 5 место конькобежки Ивонн ван Геннип на дистанции 3000 метров.

### Бобслей
Мужские экипажи — двойки
| Спортсмены                | 1 заезд | 1 заезд | 2 заезд | 2 заезд | 3 заезд | 3 заезд | 4 заезд | 4 заезд | Итог    | Итог  |
| Спортсмены                | Время   | Место   | Время   | Место   | Время   | Место   | Время   | Место   | Время   | Место |
| ------------------------- | ------- | ------- | ------- | ------- | ------- | ------- | ------- | ------- | ------- | ----- |
| Йоб ван Острум Джон Дрост | 52,86   | 15      | 53,58   | 22      | 52,79   | 18      | 52,76   | 15      | 3:31,99 | 16    |